# بارميسين
بارميسين (بالألمانية: Barmissen) هي بلدة ألمانية تقع في ألمانيا في شليسفيغ هولشتاين. يقدر عدد سكانها 5.15 كم2 وترتفع عن سطح البحر 39 متر.

## أعلام
- بيتر فوس